# Akademia Techniczno-Artystyczna Nauk Stosowanych w Warszawie
Akademia Techniczno-Artystyczna Nauk Stosowanych w Warszawie (do 2024 Wyższa Szkoła Ekologii i Zarządzania w Warszawie) – uczelnia niepubliczna założona w 1995 roku, oferująca kształcenie na Wydziale Architektury oraz Wydziale Inżynierii i Zarządzania.

## Historia
WSEiZ została wpisana do ewidencji uczelni niepublicznych pod nr 62 na podstawie zezwolenia z dnia 24 lipca 1995 roku. Podmiotem prowadzącym jest „Gaudeamus” Sp. z o.o. ATA. Założycielem uczelni jest prof. dr hab. inż. Jan Misiak.
1 października 2024 roku uczelnia zmieniła nazwę z Wyższa Szkoła Ekologii i Zarządzania w Warszawie na Akademia Techniczno-Artystyczna Nauk Stosowanych w Warszawie.

## Władze uczelni
- Rektor – dr Janusz Mrowiec, prof. ATA
- Prorektor – dr Justyna Kłys, prof. ATA
- Dziekan Wydziału Inżynierii i Zarządzania – dr inż. Jan Cetner, prof. ATA
- Prodziekan Wydziału Inżynierii i Zarządzania – dr inż. Ewelina Pałucka, prof. ATA
- Dziekan Wydziału Architektury – dr inż. Małgorzata Leszczyńska-Domańska, prof. ATA
- Prodziekan Wydziału Architektury – dr inż. Bogdan Gorczyca, prof. ATA

## Kierunki
- Ochrona Środowiska (I i II st.)
- Zarządzanie (I i II st.)

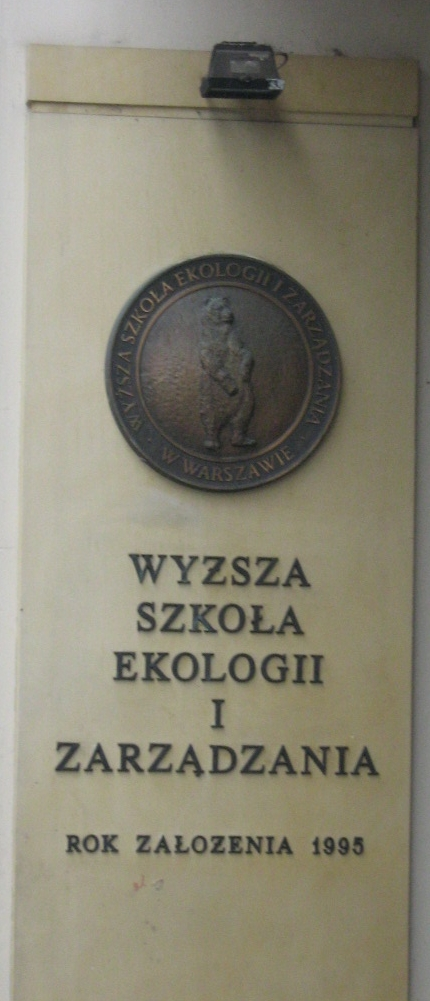
Tablica z logo

- Architektura Krajobrazu (I i II st.)
- Architektura (I i II st.)
- Architektura Wnętrz (I i II st.)
- Zarządzanie i Inżynieria Produkcji (I i II st.)
- Budownictwo (I i II st.)
- Wzornictwo (I st.)
- Zdrowie Publiczne (I st.)
- Mechanika i Budowa Maszyn (I st.)
- Informatyka (I st.)

## Struktura
Siedziba Uczelni znajduje się w Warszawie przy ul. Olszewskiej 12. Zajęcia odbywają się również przy ul. Rejtana 16, ul. Wawelskiej 14 i ul. Grójeckiej 128; część zajęć terenowych oraz ćwiczeń i laboratoriów odbywa się w Terenowej Stacji Ochrony Przyrody i Krajobrazu w Klaudynie-Laskach pod Warszawą.